# Idruro di positronio

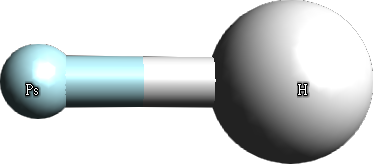

L'idruro di positronio è una molecola mista, costituita da un atomo normale, l'idrogeno e da un atomo esotico, il positronio.  La sua formula è PsH. Ne venne prevista l'esistenza nel 1951 da A. Ore, e successivamente studiato teoricamente, ma non fu osservato se non nel 1990. R. Pareja, R. Gonzalez a Madrid intrappolarono il positronio nei cristalli di magnesia carichi di idrogeno. La trappola venne messa a punto da Yok Chen dell'Oak Ridge National Laboratory.  Nel 1992 venne creato in un esperimento da David M. Schrader e F.M. Jacobsen e altri alla Università di Aarhus in Danimarca. I ricercatori fabbricarono molecole di idruro di positronio sparando intensi fasci di positroni nel metano, il quale ha una densità più elevata di atomi di idrogeno. Al momento del rallentamento, i positroni vengono catturati dai comuni elettroni per formare atomi di positronio i quali reagiscono quindi con gli atomi di idrogeno del metano. 
Il PsH è costruito da un protone, due elettroni e un positrone.  L'energia di legame è di 1,1 ± 0,2 eV.  La vita media della molecola è di 0,5 nanosecondi.